# Diamicton
 (juin 2024).
La mise en forme du texte ne suit pas les recommandations de Wikipédia : il faut le « wikifier ».
Les points d'amélioration suivants sont les cas les plus fréquents. Le détail des points à revoir est peut-être précisé sur la page de discussion.
- Les titres sont pré-formatés par le logiciel. Ils ne sont ni en capitales, ni en gras.
- Le texte ne doit pas être écrit en capitales (les noms de famille non plus), ni en gras, ni en italique, ni en « petit »…
- Le gras n'est utilisé que pour surligner le titre de l'article dans l'introduction, une seule fois.
- L'italique est rarement utilisé : mots en langue étrangère, titres d'œuvres, noms de bateaux, etc.
- Les citations ne sont pas en italique mais en corps de texte normal. Elles sont entourées par des guillemets français : « et ».
- Les listes à puces sont à éviter, des paragraphes rédigés étant largement préférés. Les tableaux sont à réserver à la présentation de données structurées (résultats, etc.).
- Les appels de note de bas de page (petits chiffres en exposant, introduits par l'outil «  Source ») sont à placer entre la fin de phrase et le point final[comme ça].
- Les liens internes (vers d'autres articles de Wikipédia) sont à choisir avec parcimonie. Créez des liens vers des articles approfondissant le sujet. Les termes génériques sans rapport avec le sujet sont à éviter, ainsi que les répétitions de liens vers un même terme.
- Les liens externes sont à placer uniquement dans une section « Liens externes », à la fin de l'article. Ces liens sont à choisir avec parcimonie suivant les règles définies. Si un lien sert de source à l'article, son insertion dans le texte est à faire par les notes de bas de page.
- La présentation des références doit suivre les conventions bibliographiques. Il est recommandé d'utiliser les modèles {{Ouvrage}}, {{Chapitre}}, {{Article}}, {{Lien web}} et/ou {{Bibliographie}}. Le mode d'édition visuel peut mettre en forme automatiquement les références.
- Insérer une infobox (cadre d'informations à droite) n'est pas obligatoire pour parachever la mise en page.

Pour une aide détaillée, merci de consulter Aide:Wikification.
Si vous pensez que ces points ont été résolus, vous pouvez retirer ce bandeau et améliorer la mise en forme d'un autre article.

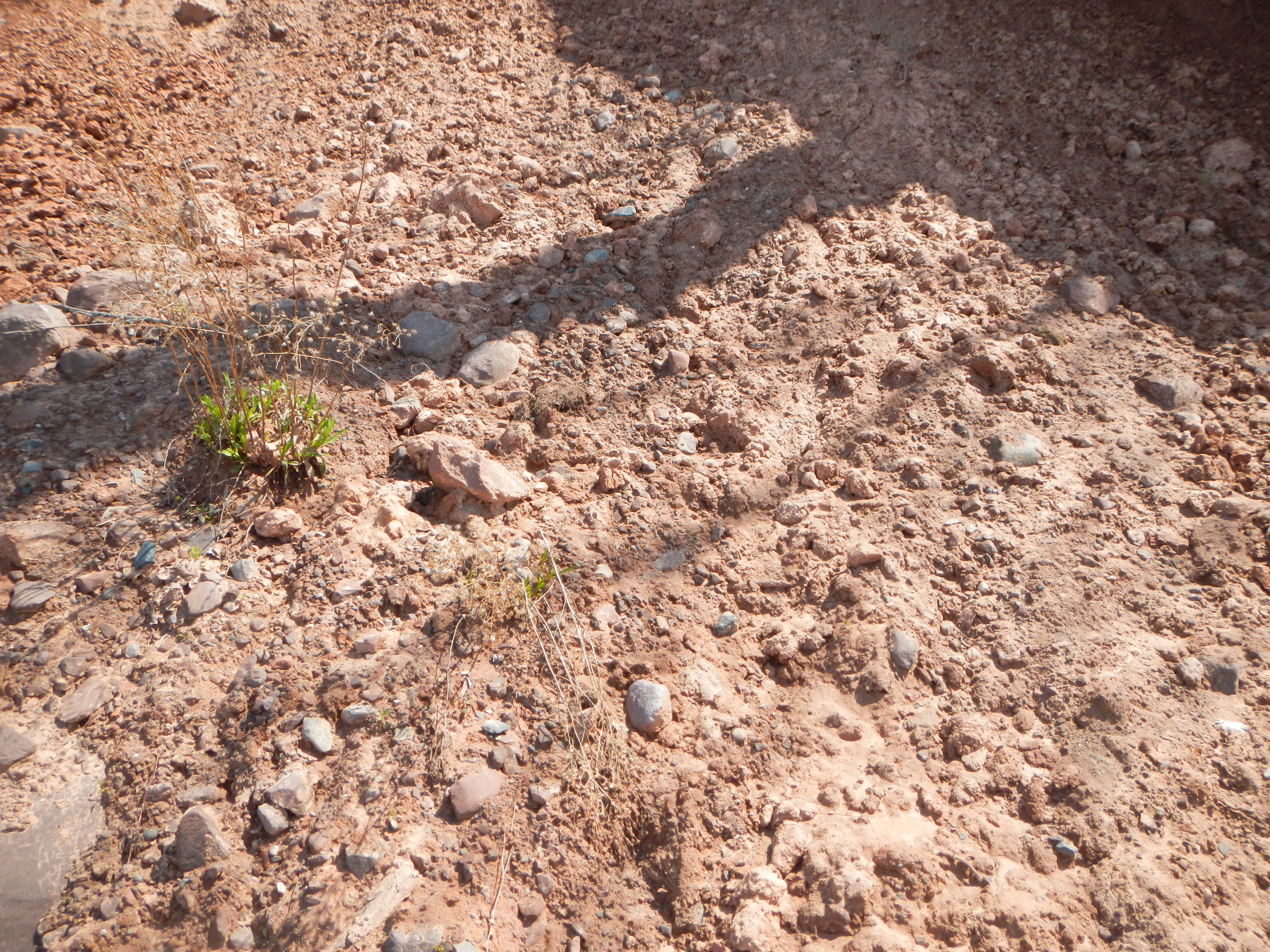
Diamicton sableux d'origine glaciaire (tillite) sur les rives du Lac Supérieur (Canada).

Diamicton (également appelé diamict) (du grec δια (dia-) : au travers et μεικτός (meiktós) : mélangé) est un sédiment terrigène (un sédiment résultant de l'érosion des terres arides) non trié à mal trié et contenant des particules dont la taille varie de l'argile aux blocs, en suspension dans une matrice non consolidée de boue ou de sable. Aujourd’hui, le mot a de fortes connotations liées à la glaciation mais peut être utilisé dans divers contextes géologiques,.
Le terme a été proposé par Flint et autres comme un terme purement descriptif, dépourvu de toute référence à une origine ou à un environnement de dépôt spécifique. Bien que le terme soit le plus souvent associé aux dépôts glaciaires non triés (c'est-à-dire au till glaciaire), d'autres processus pouvant créer des diamictons sont la solifluxion, les glissements de terrain, les coulées de débris et les olistostromes turbiditiques.
Le terme peut généralement être appliqué aux types de sédiments silicoclastiques et de roches sédimentaires, et fait office de nom racine pour les sédiments mal triés et contenant une large gamme de tailles de clastes. Les sédiments donnés par cette racine traversent souvent la limite des sédiments siliciclastiques rudacés, arénacés et argileux. Le diamicton est l'équivalent non consolidé de la diamictite, aussi appelé diamicton lithifié.
Le British Geological Survey (BGS), basé au Royaume-Uni, définit le diamicton comme contenant plus de 50 % de clastes de roches siliceuses préexistantes, mais dont la composition est par ailleurs indéfinie.